# Faraday-Rotator

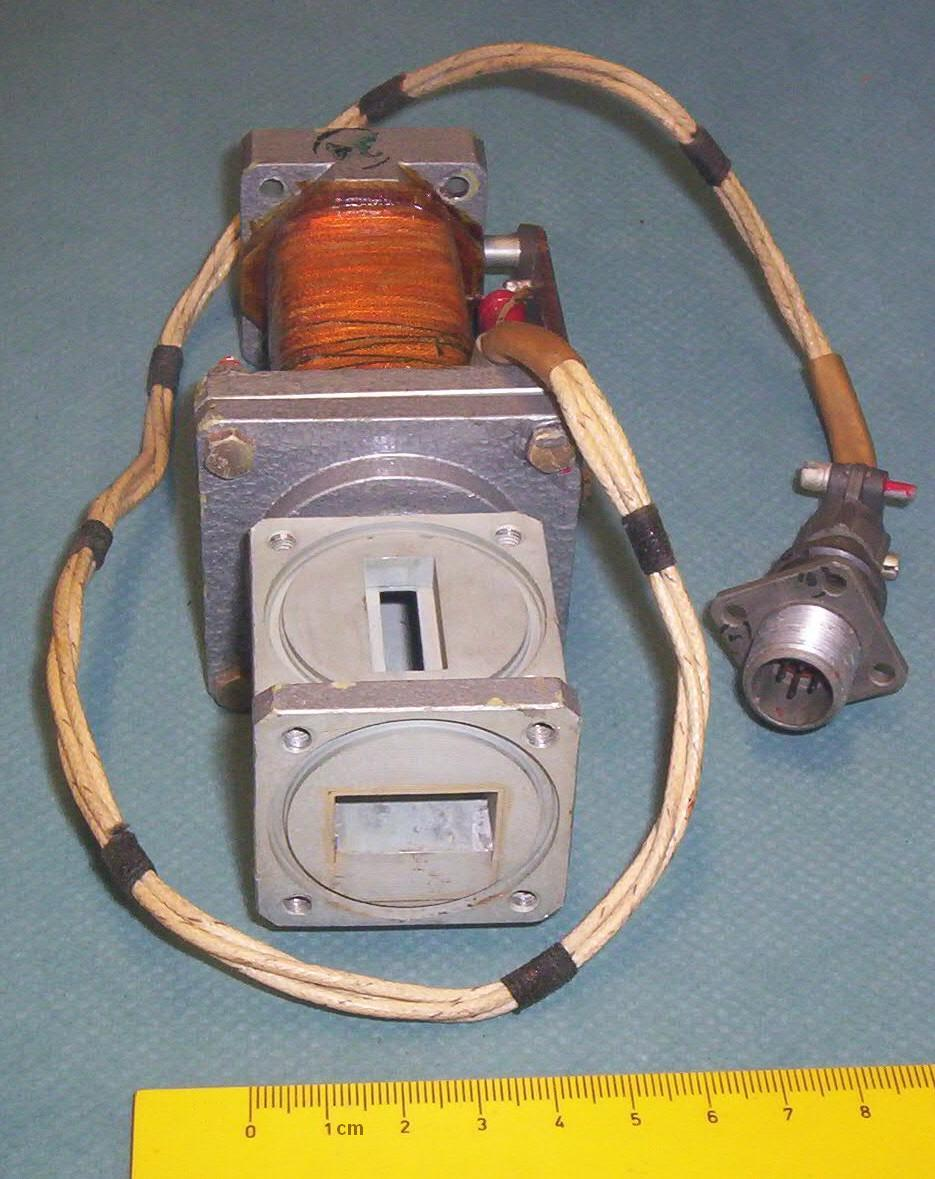
Faraday-Rotator für Mikrowellen mit zwei Ports verschiedener Polarisationsrichtung sowie hinten dem Elektromagnet zur Steuerung

Ein Faraday-Rotator nutzt den Faraday-Effekt zum Ändern der Polarisation von elektromagnetischen Wellen wie Licht oder Mikrowellen. Er besteht aus einem Elektro- oder Dauermagneten und einem geeigneten Ausbreitungsmedium, in welchem der Faraday-Effekt für den jeweiligen Frequenzbereich auftritt.
In der Praxis ist der Faraday-Rotator eine Anordnung einer Substanz, die den magnetooptischen Faraday-Effekt zeigt, im Innern einer stromdurchflossenen Spule und dient zur Drehung der Polarisationsrichtung des Lichtes.
Der Winkel {\displaystyle \beta }, um den die Polarisation auf dem Weg durch ein Material mit der Dicke {\displaystyle d} durch den Faradayeffekt gedreht wird, ist proportional zur magnetischen Flussdichte {\displaystyle B} und zur materialspezifischen Verdet-Konstante {\displaystyle V}: in Abhängigkeit von der Wellenlänge:
{\displaystyle \beta =d\,V\,B}
Faraday-Rotatoren können in Verbindung mit polarisationsbegrenzenden Bauteilen wie Polarisationsfiltern, Schlitzen o. Ä. zum Umschalten, Abzweigen oder zur Isolation, wie die optischer Isolatoren oder Isolatoren für Mikrowellen, verwendet werden. Sie heißen dann auch Faraday-Isolator.
Als Hohlleiter-Bauteil zum richtungsabhängigen Transport von Mikrowellen wie bei einem Zirkulator hat ein Faraday-Dreher auf der einen Seite einen Flansch und am anderen Ende zwei Ports, zu denen jeweils nur die rechtwinklig zueinander stehenden Polarisationsrichtungen der Welle ein- bzw. austreten können. Dazwischen liegt ein Hohlleiterabschnitt, in welchem sich ein Ferritstab befindet. Außen um diesen Abschnitt liegt eine zylindrische Spule, um das Magnetfeld erzeugen und steuern zu können. Zirkulatoren nach dem Faraday-Prinzip können auch in Streifenleitertechnik ausgeführt sein. Bei diesen besteht der Faraday-Dreher aus einer magnetisierten Ferritscheibe, die auf der Streifenleiterstruktur aufliegt.